# Конгеровые
Конгеровые или морские угри (лат. Congridae) — семейство морских рыб отряда угреобразных. Распространены в тропических, субтропических и умеренных водах всех океанов.

## Описание
Тело длинное, змеевидное, лишено чешуи. Длинные спинной и анальные плавники сливаются с хвостовым плавником. Грудные плавники есть или отсутствуют. Ротовое отверстие большое, доходит до вертикали глаза. На челюстях имеются конические зубы. В жаберной перепонке 8—22 луча. Боковая линия проходит вдоль всего тела. Позвонков 105—225.
Достигают длины 300 см и массы 110 кг (Conger conger) .
Питаются ракообразными и мелкими рыбами.

## Классификация
В составе семейства выделяют 3 подсемейства, 30 родов и около 194 видов.
- Подсемейство  Bathymyrinae

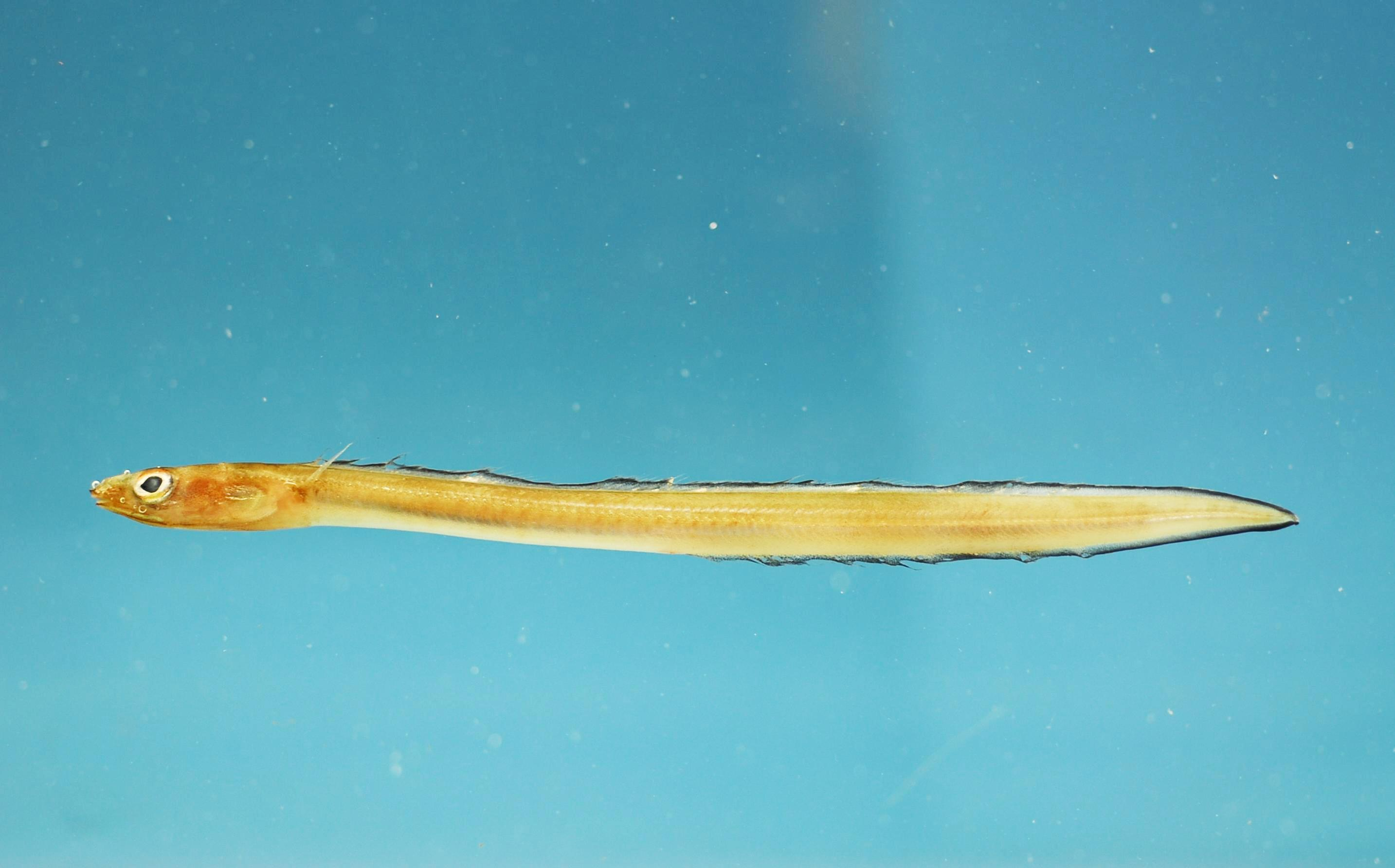
Ariosoma selenops

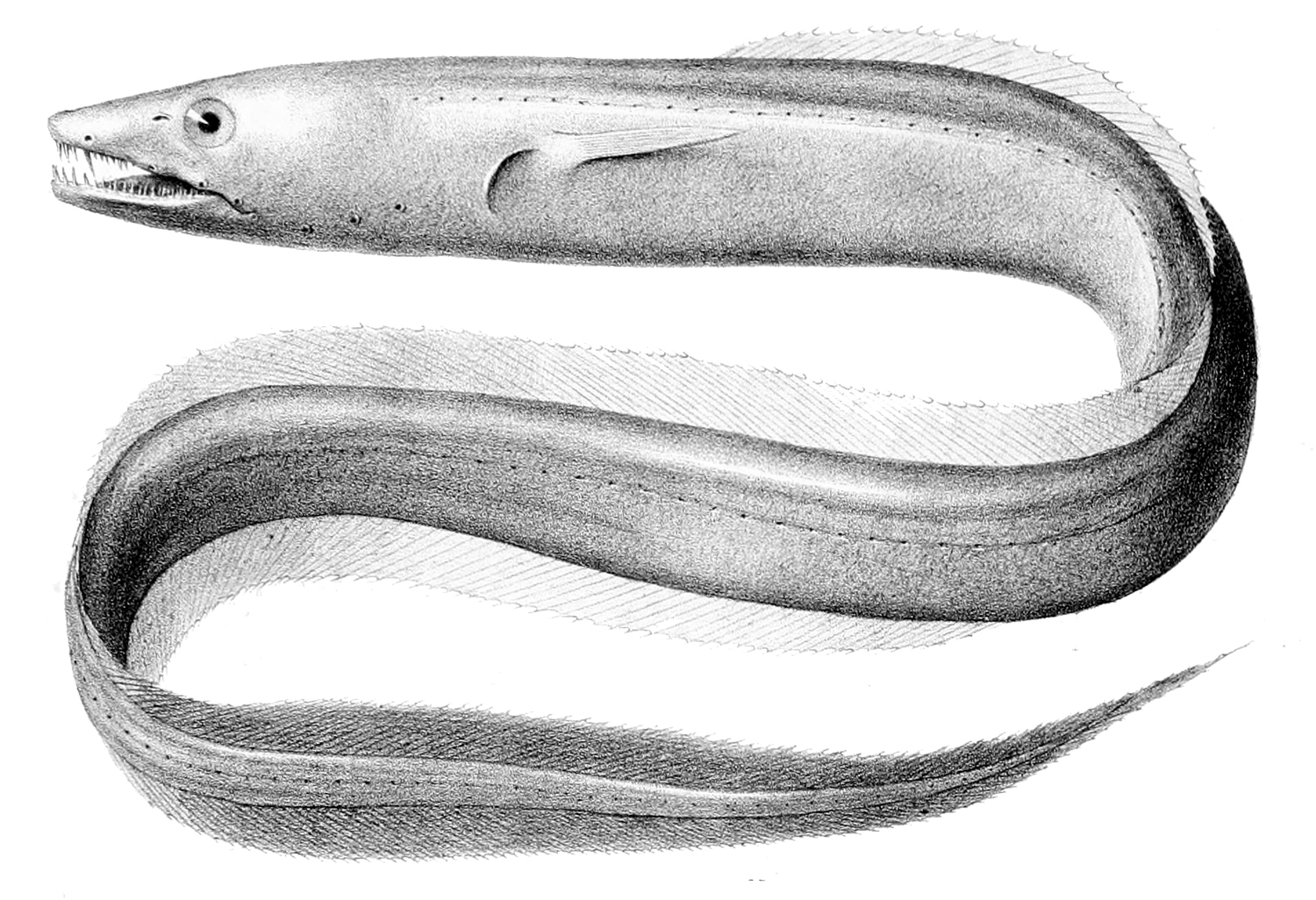
Bathyuroconger vicinus1

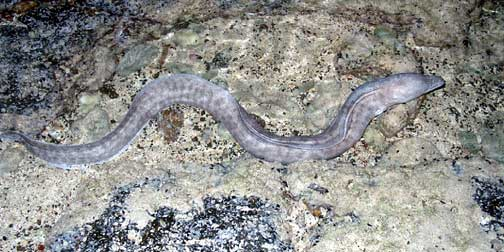
Conger cinereus

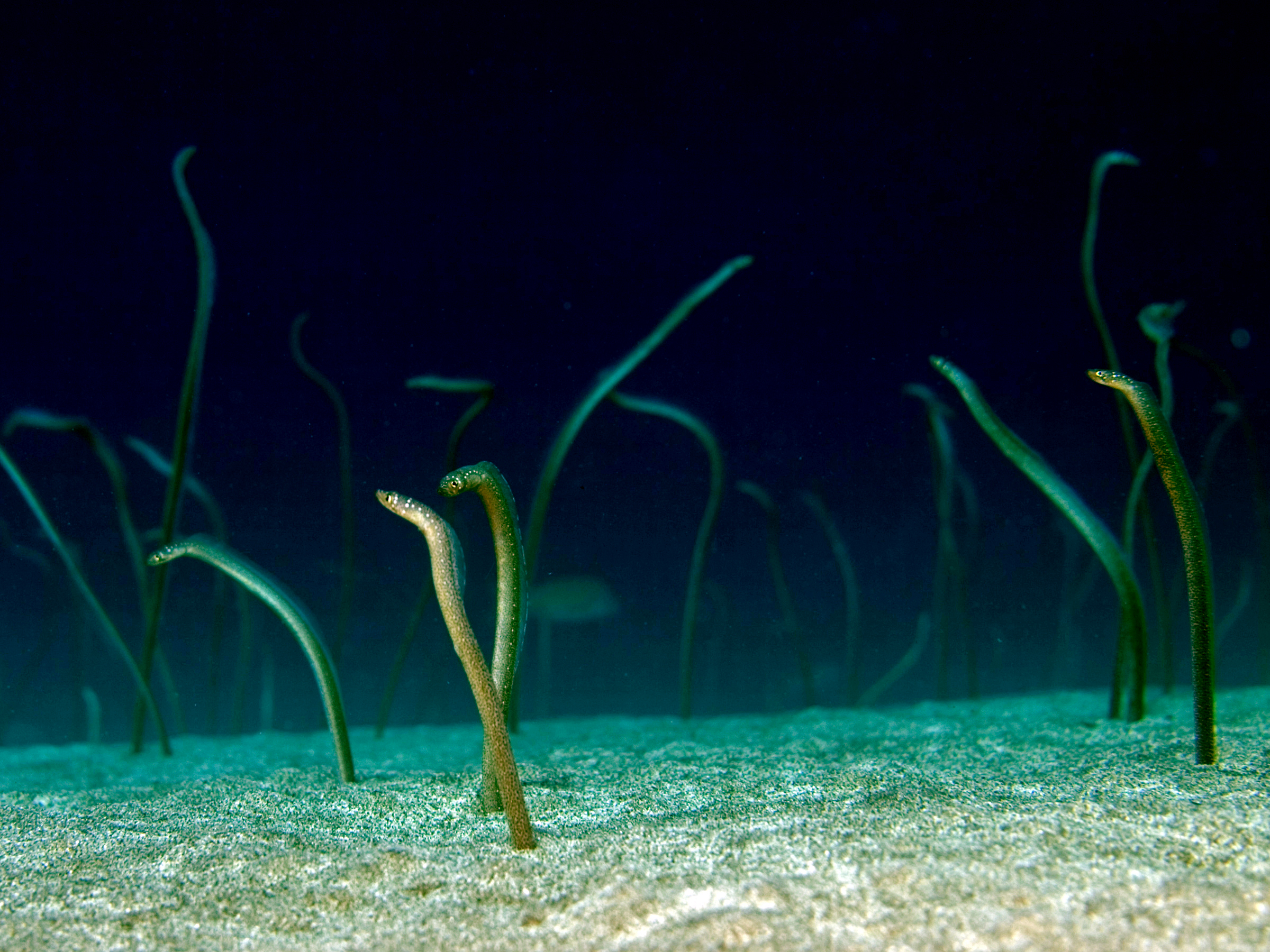
Gorgasia barnesi

В спинном и анальном плавниках все лучи нечленистые, есть хорошо развитые грудные плавники, задняя ноздря ниже уровня середины глаза. К семейству относят 7 родов.
- - Ariosoma Swainson, 1838 — Ариосомы
  - Bathymyrus Alcock, 1889 — Батимирусы
  - Chiloconger  Myers & Wade, 1941
  - Kenyaconger  Smith & Karmovskaya, 2003
  - Parabathymyrus  Kamohara, 1938 — Парабатимирусы
  - Paraconger  Kanazawa, 1961 — Параконгеры
  - Poeciloconger  Günther, 1872 — Пецилоконгеры
- Подсемейство  Congrinae

В спинном и анальном плавниках лучи сегментированные, есть хорошо развитые грудные плавники, задняя ноздря выше уровня середины глаза. 22 рода.
- - Acromycter  Smith & Kanazawa, 1977
  - Bassanago  Whitley, 1948 — Угри-бассанаго
  - Bathycongrus  Ogilby, 1898
  - Bathyuroconger  Fowler, 1934 — Батиуроконгеры
  - Blachea  Karrer & Smith, 1980
  - Castleichthys Smith, 2004
  - Conger  Bosc, 1817 — Конгеры, или морские угри
  - Congrhynchus Fowler, 1934
  - Congriscus  Jordan & Hubbs, 1925 — Конгрискусы
  - Congrosoma  Garman, 1899
  - Diploconger  Kotthaus, 1968
  - Gnathophis  Kaup, 1859 — Гнатофисы
  - Japonoconger  Asano, 1958 — Японские конгеры, или японоконгеры
  - Lumiconger  Castle & Paxton, 1984 — Светящиеся конгеры
  - Macrocephenchelys Fowler, 1934
  - Promyllantor  Alcock, 1890 — Промилланторы
  - Pseudophichthys  Roule, 1915
  - Rhynchoconger  Jordan & Hubbs, 1925 — Ринхоконгеры
  - Scalanago  Whitley, 1935 — Скаланаго
  - Uroconger  Kaup, 1856 — Уроконгеры
  - Xenomystax  Gilbert, 1891
- Подсемейство  Heterocongrinae

Тело тонкое и очень удлинённое. В спинном и анальном плавниках все лучи нечленистые, грудные плавники отсутствуют или рудиментарные, нижняя челюсть выдаётся вперёд. Представители данного подсемейства живут большими колониями. Часто неподвижно  зависают вертикально над своими норками хвостом вниз. Общий вид колонии напоминает сад, за что они получили своё английское название «garden ells». Два рода.
- - Gorgasia  Meek & Hildebrand, 1923 — Горгасии
  - Heteroconger  Bleeker, 1868 — Гетероконгеры

## Хозяйственное значение
Некоторые виды имеют промысловое значение. В 1990-е годы мировые уловы морских угрей варьировали от 39,4 до 63,6 тыс. тонн.